# Mansfield and Sutton Astronomical Society
La Mansfield and Sutton Astronomical Society (MSAS) est une société d'astronomie amateur des Midlands de l'Est en Angleterre. Elle a été créée en 1969, et est basée à l'Observatoire de Sherwood (en), un télescope avec un miroir de 61cm dont elle est propriétaire et qu'elle exploite. L'observatoire se trouve à 4 km au sud-ouest du centre de Mansfield, sur l'un des points les plus élevés du comté de Nottinghamshire. La société est membre de la Fédération des sociétés astronomiques (en).

## Objectifs
Les objectifs de l'association sont de :
- Promouvoir les intérêts de l'astronomie et des sujets connexes au sein de la communauté locale,
- Initier le public à l'astronomie,
- Fournir un forum pour l'éducation à l'astronomie et aux techniques d'observation par le biais d'une collaboration avec l'Université de Nottingham,
- Fournir aux membres le meilleur équipement d'observation possible.

## Réunions
L'association organise des conférences mensuelles réservées aux membres à l'observatoire, ainsi que des soirées d'observation et de formation pour les membres.

## Sensibilisation
L'association organise des cours du soir pour ceux qui souhaitent s'initier à l'astronomie et à l'univers. Ces cours ont généralement lieu à l'observatoire le vendredi soir.

## Financement
La MSAS est une association caritative enregistrée. Elle est financée par les cotisations de ses membres, des événements de collecte de fonds, des soirées portes ouvertes organisées à l'observatoire de la société, des dons de charité et des subventions.

## Dirigeants
Les patrons de la MSAS sont :
- Professeur Sir Francis Graham-Smith, 13ème Astronome Royal (1982-1990).
- Professeur Michael Merrifield, École de physique et d'astronomie, Université de Nottingham.